# Bataille de Belmont (1861)
Guerre de Sécession
Batailles
Campagne de Shiloh
- Belmont
- Fort Henry
- Fort Donelson
- Shiloh
- Corinth

La bataille de Belmont s'est déroulée le 7 novembre 1861 dans le comté du Mississippi, Missouri. C'est la première épreuve de combat lors de la guerre de Sécession pour le brigadier général Ulysses S. Grant, le futur général en chef de l'armée de l'Union et finalement président des États-Unis ; les troupes de Grant dans cette bataille sont le « noyau » de l'armée du Tennessee de l'Union.
Le 6 novembre 1861, Grant se déplace par bateau fluvial de Cairo, Illinois, pour attaquer le petit avant-poste confédéré près de Belmont, Missouri (en) derrière le fleuve Mississippi à partir de la place forte de Columbus, Kentucky. Il débarque des hommes du côté du Missouri et marche sur Belmont. Les troupes de Grant submergent le camp confédéré pris par surprise et le détruisent. Néanmoins, les forces conférées éparpillées se réorganisent rapidement et sont renforcées à partir de Columbus. Elles contre-attaquent alors, soutenues par un tir soutenu d'artillerie de l'autre rive du fleuve. Grant retraite vers ses bateaux fluviaux et ramène ses hommes à Paducah, Kentucky. La bataille est relativement sans importance, mais comme la situation est calme partout ailleurs à ce moment, elle reçoit une attention considérable de la presse.

## Contexte

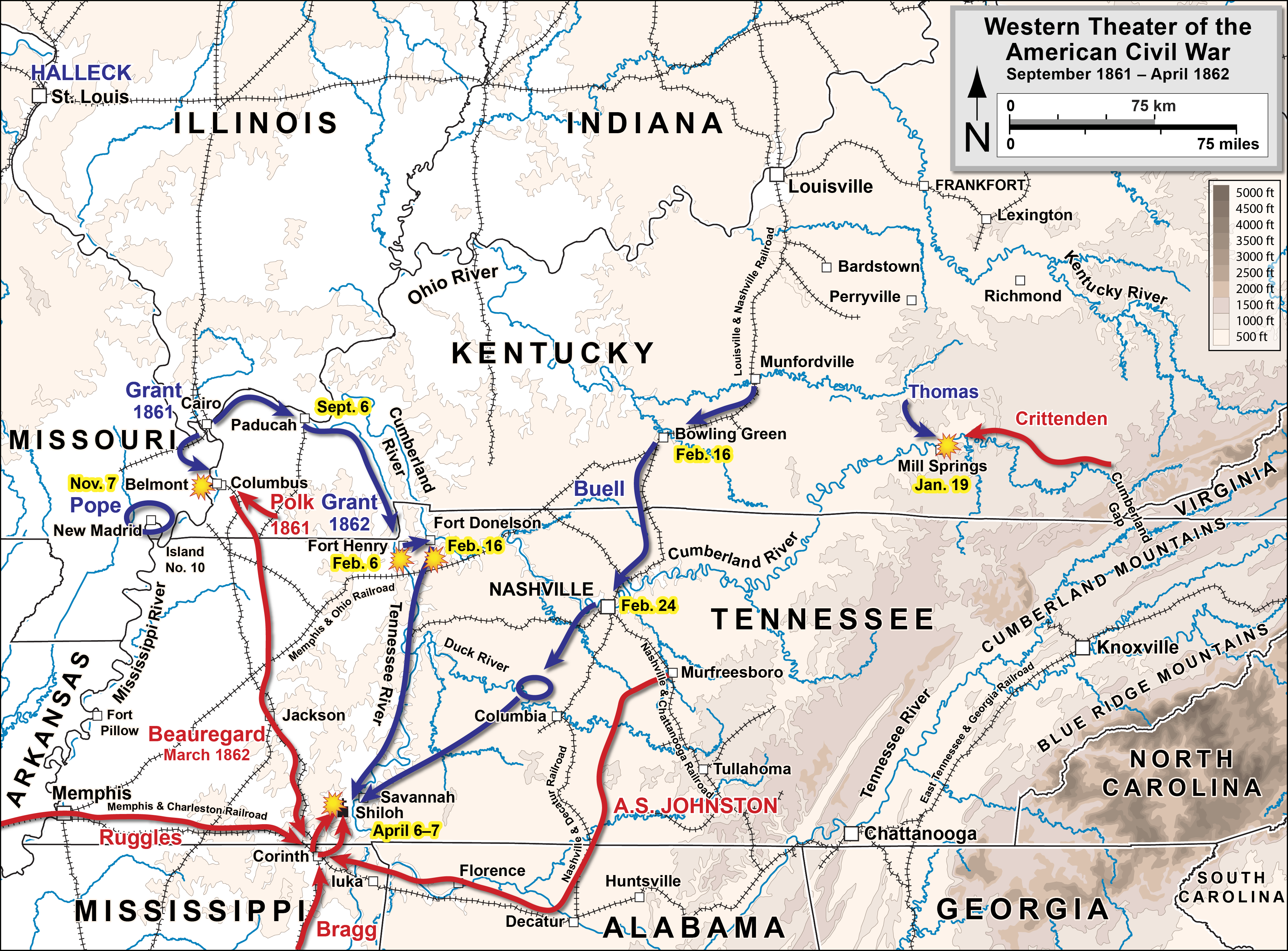
Opérations sur le théâtre occidental de Belmont (novembre 1861) jusqu'à Shiloh (avril 1862)

Au début de la guerre, l'État limitrophe crucial du Kentucky, avec un gouverneur pro-confédéré mais une législature largement pro-unioniste, déclare la neutralité entre les camps opposés. Les hommes du Kentucky pro-confédérés partent pour le Tennessee pour s'engager, mais les hommes de l'Union établissent ouvertement un camp de recrutement dans le Kentucky, violant la neutralité des l'État. En réponse le major général confédéré Leonidas Polk entre avec les forces confédérées dans le Kentucky le 3 septembre 1861 et occupe Columbus, un pont clé sur les falaises surplombant le fleuve Mississippi. Trois jours plus tard, le brigadier général de l'Union Ulysses S. Grant capture Paducah. Grant, commandant le district du sud-est du Missouri, demande la permission du commandant du théâtre, le major général John C. Frémont, pour attaquer Columbus mais aucun ordre n'arrive. Pendant les deux mois qui suivent, seules des démonstrations sont menées contre les confédérés.
Frémont apprend que les confédérés prévoient de renforcer leurs forces en Arkansas, et le 1er novembre 1861, il ordonne à Grant de faire une feinte sur Columbus pour y maintenir la présence des confédérés. Grant envoie environ 3 000 hommes sous les ordres du colonel Richard Oglesby dans le sud-est du Missouri. Grant apprend ensuite que les renforts confédérés se déplacent dans le Missouri pour intercepter la colonne d'Oglesby. Il envoie des renforts et ordonne aussi au brigadier général Charles F. Smith de partir de Paducah vers le sud-ouest du Kentucky pour détourner les confédérés. Grant choisit d'attaquer Belmont, un débarcadère de ferry et un petit hameau de trois cabanes, à environ 600 mètres derrière le fleuve en face de Columbus. La force expéditionnaire de Grant compte 3 114 officiers et hommes, et est organisée en deux brigades sous les ordres du brigadier général John A. McClernand et du colonel Henry Dougherty, deux compagnies de cavalerie et une batterie d'artillerie. Le 6 novembre 1861, escortés par les canonnières USS Tyler (en) et USS Lexington (en), les hommes de Grant quittent Cairo sur les bateaux à vapeur Aleck Scott, Chancellor, Keystone State, Belle Memphis, James Montgomery, et Rob Roy.
Le major général confédéré Leonidas Polk a environ 5 000 hommes gardant Columbus. Quand il prend connaissance des mouvements de Grant, il suppose que Columbus est son objectif principal et que Belmont est une feinte. Il ordonne à 2 700 hommes sous les ordres du brigadier général Gideon J. Pillow de partir pour Belmont, retenant le reste pour défendre Columbus.
Lorsqu'il atteint Belmont, Grant trouve le camp Johnston, un petit poste d'observation confédéré, soutenu par une batterie d'artillerie. Il décide d'attaquer pour empêcher les confédérés de renforcer le major général Sterling Price ou le brigadier général M. Jeff Thompson de la garde de l'État du Missouri, et pour protéger le flanc gauche exposé d'Oglesby.

## Bataille

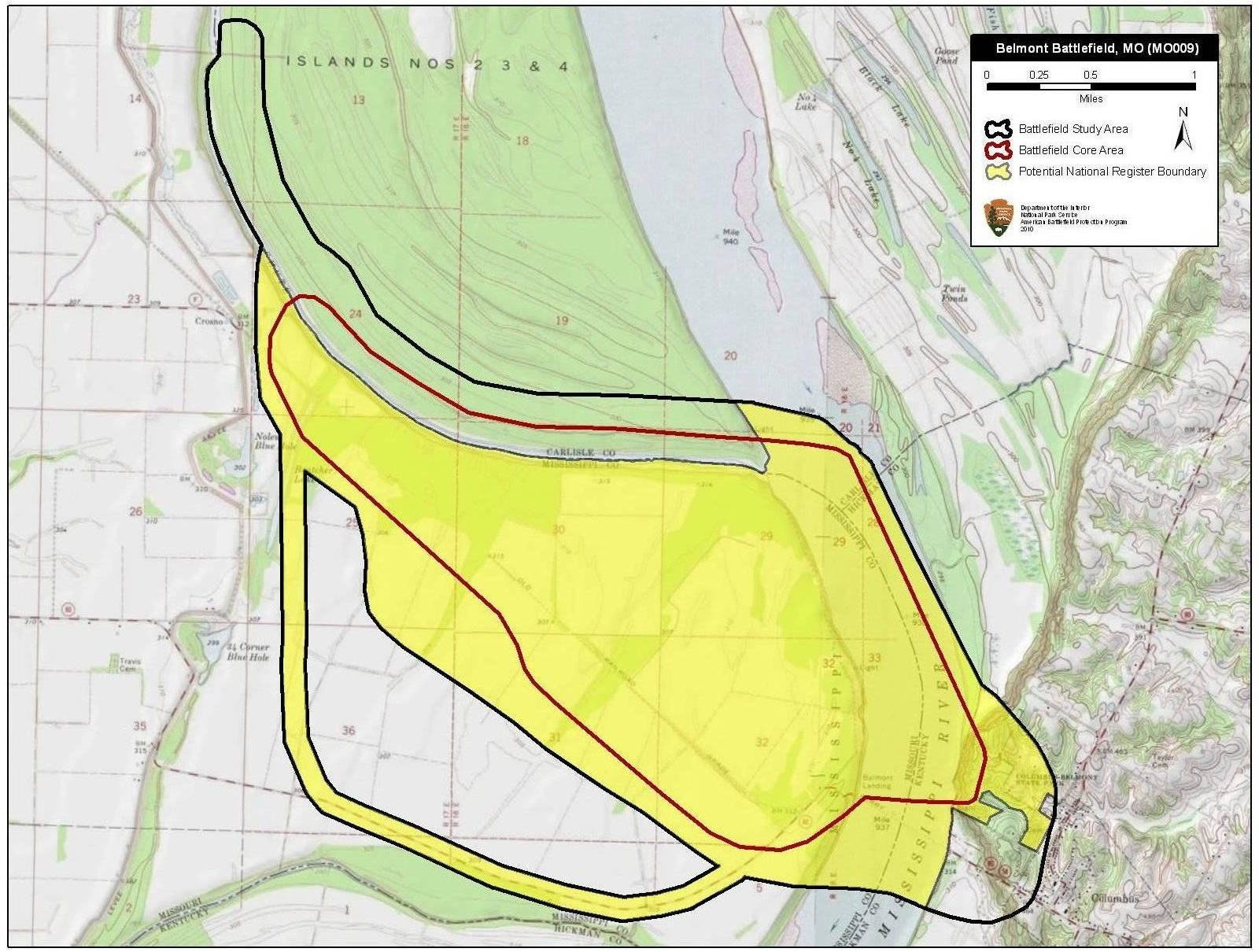
Carte du champ de bataille de Belmont et des zones d'études par le programme de protection des champs de bataille américains.

Le 7 novembre 1861 à 8 heures 30, la force de Grant débarquent à Hunter's Farm, à 4,8 kilomètres (3 miles) au nord de Belmont, hors de portée des six batteries confédérées à Columbus. Les batteries de hautes eaux de Columbus comprennent des Columbiads de 10 pouces, des obusiers de 11 pouces et un canon, le « Lady Polk », qui est le plus grand de la Confédération, un canon Whitworth de 128 livres. Il marche avec ses hommes vers le sud sur une seule route, nettoyant les obstacles créés par des arbres tombés qui forment des abattis. À un kilomètre six cents de Belmont, ils forment une ligne de bataille dans un champ de maïs. La ligne comprend le 22nd Illinois Infantry (en), le 7th Iowa Infantry (en), le 31st Illinois Infantry (en), le 30th Illinois Infantry (en), et le 27th Illinois Infantry (en), accompagnés avec une compagnie de cavalerie. La ligne de bataille confédérée, sur une petite crête au nord-ouest de Belmont, du nord au sud, est constituée du 12th Tennessee Infantry, du 13th Arkansas Infantry (en), du 22nd Tennessee Infantry, du 21st Tennessee Infantry, et du 13th Tennessee Infantry.
L'attaque de Grant rentre dans la ligne d'escarmouche des confédérés, et pendant le reste de la matinée, les deux armées, constituées de troupes sans expérience avancent et reculent à plusieurs reprises. Vers 14 heures, le combat commence à être en sens unique alors que la ligne de Pillow commence à s'effondrer, retraitant vers le camp Johnston. La retraite ordonnée tourne à la panique quand quatre pièces de campagne fédérales ouvrent le feu sur les soldats qui retraitent. Une volée du 31st Illinois tue une douzaine de confédérés, et les soldats de l'Union attaquent des trois côtés et déferlent dans le camp. Les confédérés abandonnent leurs couleurs et leur artillerie, et courent vers le fleuve, tentant de s'échapper. Grant est constamment sur le front, menant ses hommes. Son cheval est abattu sous lui, mais il monte celui de son aide-de-camp et continue de commander.
Les hommes inexpérimentés de Grant deviennent, selon ses propres mots, « démoralisés par leur victoire ». Le brigade du général McClernand marche vers le centre du camp, où flotte maintenant les Stars and Stripes, et demande trois acclamations. Une atmosphère, bizarre, comme au carnaval s'installe chez les hommes, portés par la joie de la victoire, ayant capturé plusieurs centaines de prisonniers et le camp. Pour reprendre le contrôle de ses hommes, qui pillent et font la fête, Grant ordonne de mettre le feu au camp. Dans la confusion et la fumée aveuglante, des soldats confédérés blessés dans quelques tentes sont accidentellement brûlés vifs, laissant penser aux confédérés qui reviendront que les prisonniers ont été assassinés délibérément.

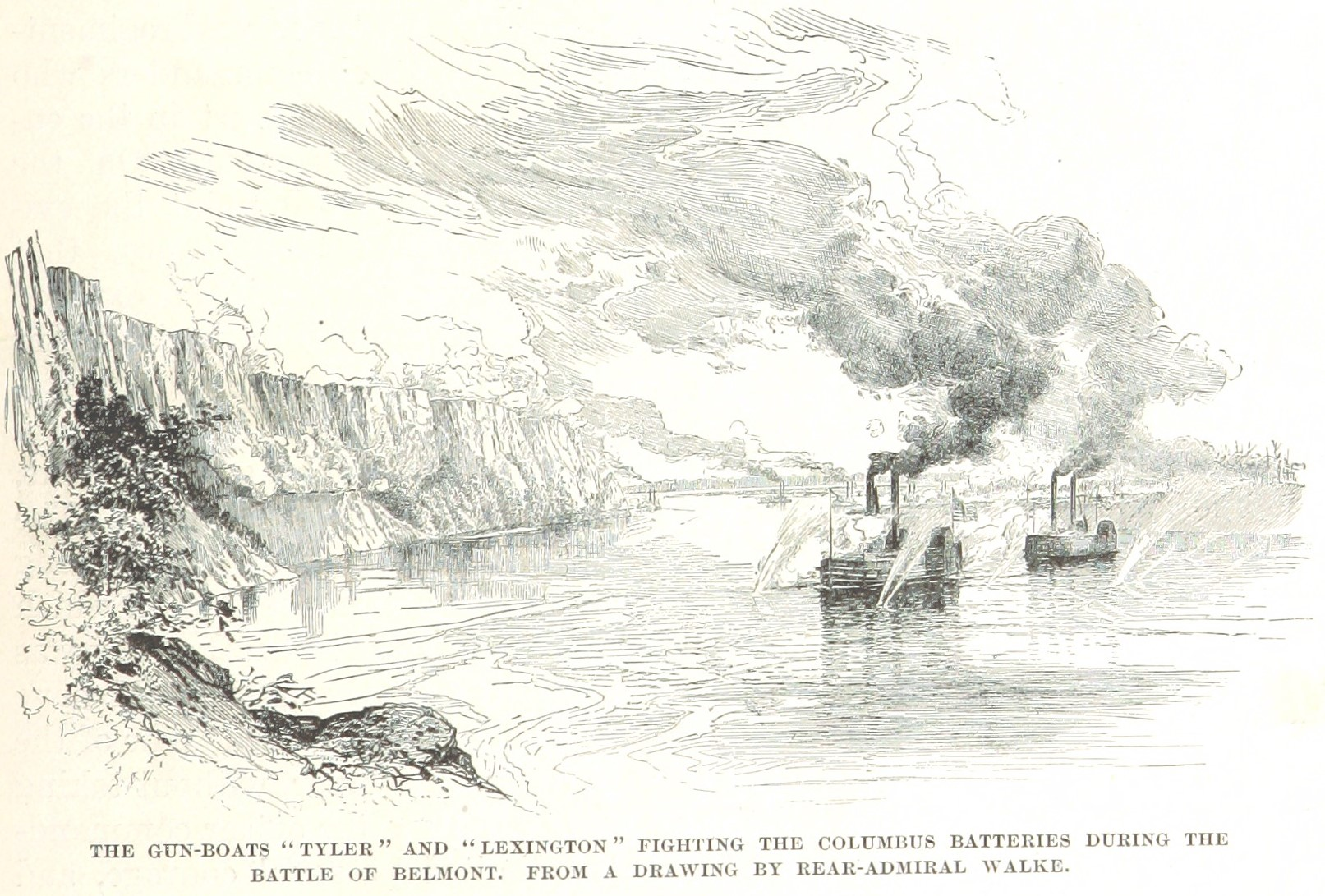
Duel des batteries confédérées du Lexington et Tyler

Les fédéraux commencent à revenir en arrière vers leurs transports, emmenant deux canons capturés et 106 prisonniers. Ils sont soudainement attaqués par les renforts confédérés acheminés par les bateaux Prince et Charm qui menacent de couper la retraite de Grant. Il y a des hommes du 15th Tennessee Infantry, du 11th Louisiana Infantry, et des troupes mélangées des commandements de Pillow et du colonel Benjamin F. Cheatham. Alors que les hommes de l'Union font face aux renforts confédérés, le canon « Lady Polk » ouvre le feu dans leurs rangs à partir de Columbus et beaucoup d'autres canons confédérés en font de même. Les canonnières de l'Union échangent les tirs dans un combat avec les batteries confédérées. Grant, dit, « bon, nous devons nous frayer un chemin pour sortir comme nous l'avons fait pour venir ».

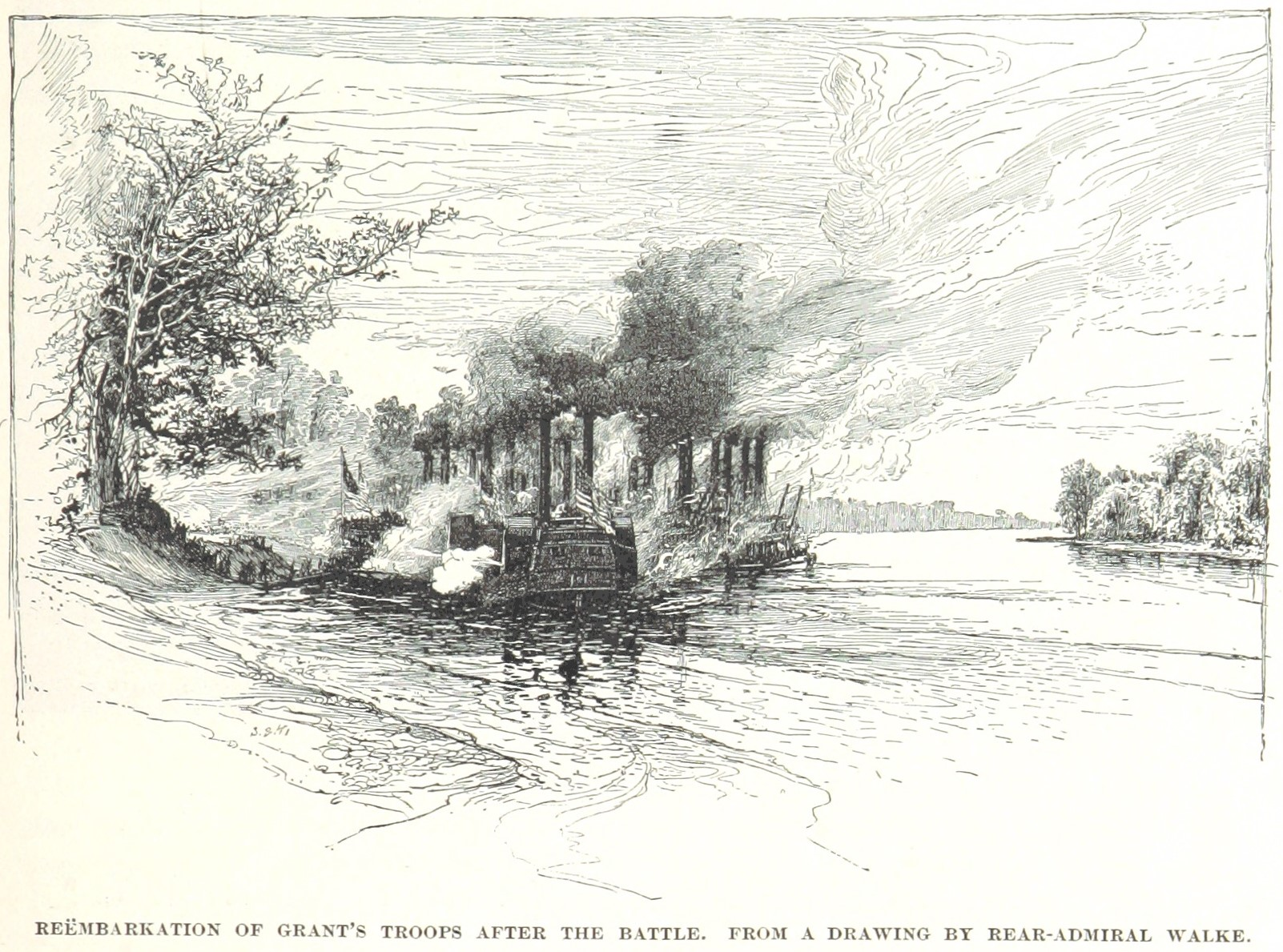
Retrait des troupes de Grant après la bataille

Quand Grant atteint l'embarcadère, il apprend qu'un régiment d'Union manque à l'appel. Grant galope en arrière pour le chercher, mais ne trouve que des soldats confédérés avançant dans sa direction. Il fait tourner bride à son cheval et accourt vers le fleuve, mais s'aperçoit que les capitaines des bateaux fluviaux ont déjà ordonné de larguer les amarres. Grant écrit dans ses mémoires, « le capitaine du bateau  qui venait juste de sortir me reconnut et ordonna à l'ingénieur de ne pas démarrer les machines : il fit mettre une planche pour moi. Mon cheval semblait prendre la mesure de la situation. Il met ses pattes antérieures sur la rive sans hésitation ni sollicitation, et, avec ses pattes postérieures bien sous lui, descend sur la rive et trotte sur la planche ». Pendant que les bateaux fluviaux sont sur le retour, le régiment manquant de l'Illinois est aperçu marchant en amont et les hommes sont embarqués.

## Conséquences
Les confédérés voient Belmont comme une victoire sudiste, puisque Grant a exécuté une démonstration et a été repoussé. Les pertes de l'Union s'élèvent à 607 (120 tués, 383 blessés et 104 prisonniers ou disparus). Les pertes confédérées sont légèrement plus élevées à 641 (105 tués, 419 blessés et 11 disparus). Un résultat notable de la bataille est l'expérience acquise par Grant d'un commandement d'une grande unité et du combat. Elle donne aussi au président Abraham Lincoln qui désespère que ses armées attaquent quelque part une impression positive de Grant.
Belmont Avenue (en) à Chicago, Illinois, est baptisée d'après cette bataille.